# Benjamin Morison
Benjamin C. A. Morison (* 20. Jh.) ist ein britischer Philosoph, Klassischer Philologe, Philosophiehistoriker und Hochschullehrer.

## Leben
Morison studierte von 1988 bis 1992 Literae humaniores am Balliol College der University of Oxford. Auf den B.A. 1992 folgte dort 1994 ein B.Phil. mit einer Dissertation On Location with Aristotle und 1997 ein M.A. In den akademischen Jahren 1994/1995 und 1996/1997 war er Assistent von Jonathan Barnes an der Universität Genf. Von 1995 bis 1996 absolvierte Morison ein Promotionsstudium am Balliol College und wurde dort mit einer Dissertation zu Aristotle’s Concept of Place bei Michael Frede zum D.Phil. promoviert. Von 1997 bis 2000 war er Junior Research Fellow am Corpus Christi College in Oxford, und Postdoctoral Fellow der British Academy. Nach einem Jahr als Lecturer am Queen’s College in Oxford war er von 2001 bis 2009 Michael Cohen Fellow in Philosophy am Exeter College in Oxford. 2009 wechselte er als Associate Professor für Philosophie an die Princeton University. Seit 2012 ist er dort Professor für Philosophie.
Morison arbeitet zu Aristoteles, insbesondere zu seinem Begriff des Raumes, zur antiken Logik sowie zu den philosophischen Schriften Galens.

## Schriften (Auswahl)
- mit Oliver Primavesi und Christof Rapp (Hrsg.): Aristotle’s De Motu Animalium. Text, Translation, and Introduction. Oxford University Press, Oxford, 2023.
- Later Antiquity, in:  Luca Castagnoli und Paolo Fait (Hrsg.): The Cambridge Companion to Ancient Logic. Cambridge University Press, Cambridge 2023, S. 82–105
- mit Katerina Ierodiakonou (Hrsg.): Episteme, etc. Essays in Honour of Jonathan Barnes. Oxford University Press, Oxford 2011.
- Logic, in: Robert James Hankinson (Hrsg.): The Cambridge Companion to Galen. Cambridge University Press, Cambridge 2008, S. 66–115.
- Language, in: Robert James Hankinson (Hrsg.): The Cambridge Companion to Galen. Cambridge University Press, Cambridge 2008, S. 116–156.
- On Location: Aristotle’s Concept of Place. Oxford University Press, Oxford 2002.